# Xintian (socken i Kina, Sichuan)
Xintian (kinesiska: 新田乡, 新田) är en socken i Kina. Den ligger i provinsen Sichuan, i den sydvästra delen av landet, omkring 490 kilometer söder om provinshuvudstaden Chengdu. Antalet invånare är 4 154. Befolkningen består av 1 692 kvinnor och 2 462 män. Barn under 15 år utgör 19,0 %, vuxna 15-64 år 70 %, och äldre över 65 år 9,0 %.
Genomsnittlig årsnederbörd är 1 040 millimeter. Den regnigaste månaden är juli, med i genomsnitt 231 mm nederbörd, och den torraste är mars, med 15 mm nederbörd.